# 아이언 패트리어트
아이언 패트리어트(Iron Patriot)는 마블 코믹스의 등장인물이다.
시크릿 인베이전 이후 노먼 오스본은 S.H.I.E.L.D를 해체하고 그를 대체할 H.A.M.M.E.R를 창설한 뒤, 스스로 그 국장이된다. 그 후 토니 스타크를 외계인 침공을 막지 못한 책임을 물어 세계 제일의 현상금을 걸어 그를 도망치게 만들고 아이언 맨의 아머 컬렉션을 압수하여 그 중 아머 하나를 탈취해서 캡틴 아메리카의 성조기 배색을 더해 개조한다. 노먼 오스본은 자신의 수족으로 써먹기 좋은 악당들을 소집하여 다크 어벤져스를 만들고 그들과 함께 세계의 수호자를 자처한다. 자신 마음대로 초인 사회를 주무르는 한편, 자신의 아들인 해리 오스본에게도 '아메리칸 선'이라는 아머를 줘서 영웅으로 데뷔시키려 한다. 1여년간 영웅 행세를 하던 노먼 오스본은 로키의 꾐에 넘어가 오클라호마 상공에 있는 아스가르드를 함락시키려는 자충수를 두게 되고 이 때 벌어진 아스가르드 공성전(시즈)때 자신이 죽어라 쫓았지만 찾을 수 없었던 토니 스타크가 나타나 아이언 패트리어트의 아머를 작동 불능으로 만들어 파괴하고, 노먼 오스본은 그린 고블린으로 돌아오게 된다.
아머의 기능 자체는 당시의 아이언 맨 아머와 유사하나, 최신형 아머가 아니라 구형을 탈취 및 개조했기 때문에 화력 자체는 좋지 못한 편이다.